# 王建群
王建群（1959年1月—），女，中华人民共和国外交官，曾任中华人民共和国驻拉瓦格领事。

## 生平
王建群曾任外交部亚洲司处长、驻印度尼西亚大使馆参赞、驻特立尼达和多巴哥大使馆参赞和驻马耳他大使馆参赞。2016年12月，出任中华人民共和国驻拉瓦格领事。2019年1月，离任驻拉瓦格领事。

## 家庭
已婚，丈夫是外交官蔡金彪。